# Raveneau de Lussan
Raveneau de Lussan fue un filibustero francés, conocido por ser el autor del Journal du voyage fait à la mer du Sud, avec les flibustiers de l´Amérique en 1684 et années suivantes. Su obra es una fuente testimonial importante sobre la piratería en América, especialmente sobre los ataques de los filibusteros.
Nació en París, de una familia noble, pero con pocos recursos materiales. Desde pequeño sintió una inclinación por los viajes, que lo condujo a integrar la armada francesa y posteriormente viajar a las colonias en América. Allí, con la ayuda de las autoridades de Santo Domingo, decide convertirse en filibustero y viaja junto con Laurens de Graff en las excursiones para atacar a los territorios y naves españolas durante el período de la Tregua de Ratisbona, que ellos desconocían por encontrarse aislados geográficamente. 
El 22 de noviembre de 1684, Lussan sale desde Petit-Goâve para comenzar sus hazañas piráticas, que incluyen los saqueos de El Realejo, Grenada, Guayaquil, Nueva Segovia, etcétera. La obra termina con su regreso a Santo Domingo y con la amnistía que le concede el rey por haber atacado los territorios españoles (debido a que ignoraba la existencia de la Tregua de Ratisbona).
El texto está dedicado a Jean-Baptiste Colbert y presenta importantes elementos paratextuales que incluyen cartas del gobernador de Santo Domingo Pierre-Paul Tarin de Cussy, en los que se nota la proximidad de las autoridades a los filibusteros. 
En el libro existen varias críticas contra las otras naciones europeas y sus ciudadanos (especialmente contra españoles e ingleses) y se trata de poner en evidencia la importancia de la colaboración de los indígenas y negros como informantes de los filibusteros. Al mismo tiempo, Lussan trata de alabar a los filibusteros franceses, presentándolos como patriotas y verdaderos católicos.